# Irina Ushakova
Irina Vasílievna Ushakova –en ruso, Ирина Васильевна Ушакова– (29 de septiembre de 1954) es una deportista soviética que compitió en esgrima, especialista en la modalidad de florete.
Participó en los Juegos Olímpicos de Moscú 1980, obteniendo una medalla de plata en la prueba por equipos. Ganó dos medallas en el Campeonato Mundial de Esgrima en los años 1979 y 1985.

## Palmarés internacional
| Juegos Olímpicos   | Juegos Olímpicos      | Juegos Olímpicos  | Juegos Olímpicos    |
| Año                | Lugar                 | Medalla           | Prueba              |
| ------------------ | --------------------- | ----------------- | ------------------- |
| 1980               | Moscú (URSS)          | Medalla de plata  | Florete por equipos |
| Campeonato Mundial |                       |                   |                     |
| Año                | Lugar                 | Medalla           | Prueba              |
| 1979               | Melbourne (Australia) | Medalla de oro    | Florete por equipos |
| 1985               | Barcelona (España)    | Medalla de bronce | Florete por equipos |